# 杉本文乃
杉本 文乃（すぎもと あやの、1985年5月14日 - ）は、日本の女優。
渋谷区立神宮前小学校、渋谷区立原宿外苑中学校、東京都立桜町高等学校、東京経済大学経済学部卒業。

## プロフィール
- 出身地：東京都渋谷区
- 血液型：A型
- 趣味・特技：ピアノ、水泳、カラオケ
- 所属事務所：過去にリップ、ルージュに所属していた。

## 来歴
小学校4年生時、原宿の竹下通りで父親と一緒に歩いている所をスカウトされる。当初は、ルージュに所属し活動を行っていたが、契約満了に伴いリップへ移籍した。
2001年春には『美少女戦士セーラームーン』ミュージカルにおける主要キャラクター・セーラージュピター役に選出されて夏・冬公演に出演し、引き続き2002年春公演にも出演の予定だったがスケジュールの都合により降板。

## 主な出演作品

### テレビ
- 天才てれびくんドラマ『ザ・ゴーストカンパニー』（1998年、NHK教育テレビ） - 小泉玲子 役
- Girl's Station
- THE夜もヒッパレ

### CM
- 小林製薬「ビフナイトちょこぬり」
- ビクター「通信カラオケ孫悟空」
- プレイステーション「筋肉番付」

### 舞台
- ミュージカル 『美少女戦士セーラームーン』（2001年7月 - 2002年1月、サンシャイン劇場 他） - 木野まこと / セーラージュピター 役

### 雑誌
- ピチレモン（モデル） 専属モデル